# Toer med styrmand
Toer med styrmand (ofte forkortet 2+) er en kaproningsbåd, som roes af to personer med én åre hver, og desuden inkluderer en styrmand, der styrer bådens retning med et ror. Båden er ca. 10 meter lang, og klassen var i mange år på OL-programmet for mænd.
Første gang toer med styrmand blev roet i OL-sammenhæng var ved OL 1900 i Paris, mens foreløbigt sidste gang var ved OL 1992 i Barcelona.